# Scheurleer-Maler
Der Scheurleer-Maler war ein griechischer Vasenmaler, der gegen Ende des 6. Jahrhunderts v. Chr. in Athen tätig war.
Der Scheurleer-Maler gehörte zu den frühen rotfigurigen Schalenmalern, die in etwa zur selben Zeit wie die sogenannte „Pioniergruppe“ des rotfigurigen Stils aktiv waren. Wie die anderen Schalenmaler testete auch der Scheurleer-Maler die Möglichkeiten der neuen Technik aufgrund der vergleichsweise kleineren Arbeitsfläche der Schalen – das Innere (Tondo) sowie die beiden Außenseiten – nicht in derselben Tiefe aus, wie es die Vertreter der Pioniergruppe taten, dennoch trugen auch sie ihren Teil zum Erfolg des neuen Stils bei. Der Scheurleer-Maler bemalte vor allem bilingue Augenschalen und Palmetten-Augenschalen, wobei die Tondi meist rot- und die Außenseiten schwarzfigurig verziert waren. Die Qualität seiner Bilder kann nicht mit der der besten Schalenmaler seiner Zeit mithalten, vor allem die Proportionen und Details seiner Bilder stehen den besseren Vasenmalern nach. Bevorzugt zeigt er einzelne Athleten und Krieger in seinen Innenbildern. Das übliche Dekorationsschema, innen rotfigurig, außen schwarzfigurig, dreht er mehrfach bei seinen Werken um, manche Stücke bemalt er auch gänzlich im neuen Stil. Sein Name ist nicht überliefert, weshalb John D. Beazley ihn mit einem Notnamen unterscheidbar gemacht hat. Diesen erhielt er nach seiner Namenvase, einer Augenschale aus der vormaligen Sammlung des von Constant Willem Lunsingh Scheurleer begründeten Archeologisch Museum Scheurleer, dessen Sammlung heute an das Allard Pierson Museum in Amsterdam übergegangen ist.